# Театр Церемоний
Театр Церемоний (фр. Théâtre des Cérémonies) — временный стадион, использовавшийся для церемоний открытия и закрытия XVI зимних Олимпийских игр 1992 года в Альбервиле, Франция. Вокруг сцены в 9200 м² располагались 35000 сидячих мест.
После проведения зимних игр, Театр Церемоний был демонтирован. Часть его конструкции использовалась в монтаже сооружений для Летних Олимпийских игр в Барселоне. Согласно пресс-релизу организаторов, Театр Церемоний был самым большим временным сооружением из когда-либо построенных.